# 카를루스 아고스티뉴 두 호자리우

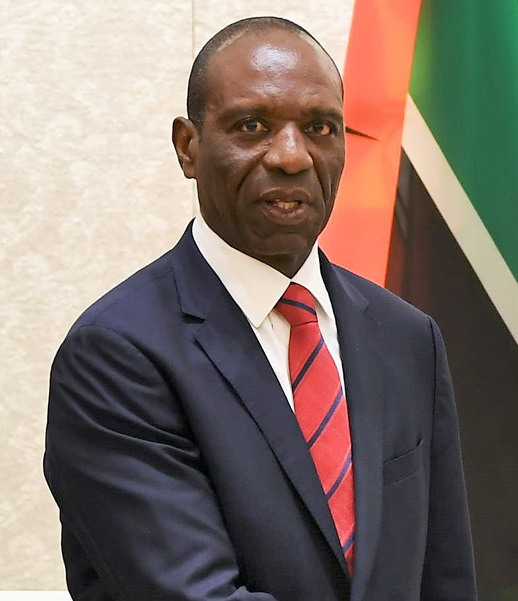

카를루스 아구스티뉴 두 호자리우(포르투갈어: Carlos Agostinho do Rosário, 1954년 10월 26일~)는 모잠비크의 정치인으로 모잠비크 해방전선(FRELIMO) 소속으로 현재 필리프 뉴시 대통령 정권기에 총리직을 역임하였다. 1970년대 공무원으로 활동한 그는 1987년부터 1994년까지 잠베지아주지사를 지냈으며, 이후 1994년 잠시 국회의원직을 지내다가 농수산부 장관으로 임명되어 1999년까지 재직했다. 퇴임 이후에는 아시아 국가 대사를 지냈으며, 인도네시아 대사를 거쳐 총리직에 오르게 되었다.

## 경력
1954년 10월 26일 마시스에서 태어났다. 마푸투의 에두아르두 몬들라느 대학교에서 경제학을 전공했으며, 이후 영국으로 건너가 와이 대학교에서 지속농업 및 농촌진흥경제학 이학 석사 학위를 취득했다.
1977년부터 1983년까지 공공사업부 내 경제 및 재무실에서 일했으며, 그 사이 1980년부터 1982년까지 마푸투 산업학원에서 저녁 강사로 일했다. 1983년 농업회사 시트리누스 지 마니카(Citrinos de Manica)에서 주요 경제학자로 일하기 시작했다.
1987년 잠베지아 주지사 및 지방위원회 선임비서로 임명되었으며, 1994년 잠시 국회의원이 되었으나 곧바로 농수산부 장관으로 임명되어 사임하게 되었다. 1999년 장관직에서 물러났다.
2002년부터 2008년까지 인도와 스리랑카의 모잠비크 고등판무관으로 일했으며, 2009년 인도네시아 대사로 임명되었다. 이 때 말레이시아, 싱가포르, 태국, 동티모르 업무도 같이 담당했다. 2015년 1월 17일 필리프 뉴시 대통령이 그를 총리로 지명함에 따라 대사직에서 물러나게 되었다.
총리 취임 후 내각을 구성하였는데, 야당 모잠비크 국민저항(RENAMO)은 22명의 장관 모두가 FRELIMO 소속이며 정부가 통합적이지 아니하다고 비판했다.

## 사생활
열렬한 축구 팬으로, 주니어 국가 대표팀에서 활동한 적이 있다. 인도네시아 대사 시절 외교관 팀을 결성하기도 했다.